# Suite of Carols (Woodwinds)
Suite of Carols is een compositie van de Amerikaanse componist Leroy Anderson; deze componist is vooral bekend van zijn lichte muziek en in mindere mate van zijn klassieke muziek zoals zijn pianoconcert.
Deze suite is zoals de titel weergeeft een verzameling gearrangeerde kerstliederen. Anderson componeerde drie suites met deze titel:
1. één met strijkinstrumenten;
2. een voor 12 a 13 houtblaasinstrumenten en
3. een voor koperblaasinstrumenten.

De versie voor alleen houtblaasinstrumenten is opgenomen op een elpee uit 1955. Anderson staat bekend als een perfectionist en zal ongetwijfeld ook voor dit werkje maandenlang zitten schaven aan het werk. Wat direct opvalt aan de compositie is de transparantie van de partituur en de speelsheid van de diverse partijen.

## Bewerkte liedjes
1. Angels in Our Fields;
2. O Sanctissima;
3. O Come, O Come Emmanuel;
4. O Come Little Children;
5. Coventry Carol;
6. Patapan.

## Orkestratie
- 1 piccolo, 2 dwarsfluiten, 2 hobos; 1 althobo, 2 klarinetten, 1 altklarinet, 1 basklarinet, 1 contrabasklarinet, 2 fagotten, 1 contrafagot.

## Bron en discografie
- Uitgave Naxos BBC Concert Orchestra o.l.v. Leonard Slatkin (bron).
- Uitgave Decca Leroy Anderson Pops Orchestra o.l.v. componist (waarschijnlijk de originele opname of vlak daarna)